# Morrígan

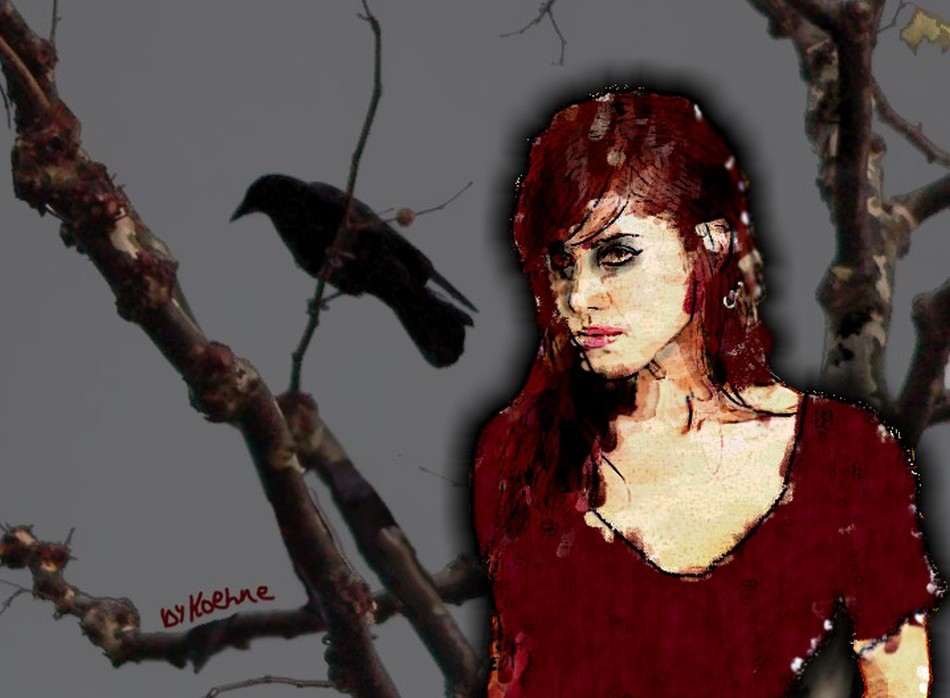
alegoria de Morrígan com o corvo

Morrígan ("Terror" ou "Rainha Fantasma"), também escrita Mórrígan ("Grande Rainha"), ou Morrígu, Mórríghean, Mor-Ríogain, é uma divindade/deidade da mitologia irlandesa (céltica) associada a vingança, guerra e morte, representada comumente como uma figura terrível nas glosas dos manuscritos medievais irlandeses, como uma equivalente a Alecto - uma das Fúrias na mitologia grega - onde um dos textos refere-se a Lamia como "um monstro de formas femininas, i. e., uma Morrigan", ou ainda como o demônio hebreu Lilith.
Algumas vezes é anunciada com a visão de um corvo sobre carcaças, premonição de destruição ou mesmo com vacas. Considerada uma divindade da guerra (embora não referida como "deusa" em alguns textos antigos) comparável às Valquírias da mitologia germânica, embora sua associação com o gado bovino permita também uma ligação com a fertilidade e o campo. Possui, também, associações com os rios, pois em suas premonições é encontrada lavando a roupa dos mortos na beira de um riacho.
"Para os celtas, a morte não era um fim, mas um recomeço em um Outro Mundo, o início de um novo ciclo".
A deusa, portanto, possui um vasto domínio na mitologia celta, sendo deusa da guerra, da vingança, da fertilidade, das premonições, da destruição, da morte em batalha, e da magia. Domínios que tem certa conexão. A guerra destrói, abrindo caminho para algo novo renascer. A figura da mulher, aquela bruxa que ficava em casa curando os feridos, preocupando-se com os filhos e dando-lhes a vida, e trazendo a comida à mesa... e é justamente isso que significa a sua "fertilidade", no sentido de um novo ciclo livre para florescer. O uso de magia frequentemente está associado ao conhecimentos de ervas (hoje conhecida como pharmácia).
É também vista nas visões como uma metamorfa que assume ora a forma de um corvo, ora a forma de um lobo. Dois dos animais sagrados da deusa. Com frequência vista como uma divindade trinitária, embora as associações desta tríade variem: a mais frequente dá-se de Morrígan com Badb e com Macha - embora algumas vezes incluem-se Nemain, Frea, Anann e outras.
Sabemos que na mitologia Celta a Deusa possui 3 aspectos - o da Jovem, da Mãe e da Anciã, representando os 3 estágios de sabedoria pelos quais passa a mulher: a virgem que dará filhos, a responsável pela colheita, e a velha, que sabe tudo. Na mitologia grega encontramos as tecedeiras, chamadas Moiras. Também elas representam conhecimento e poder sobre o destino da vida dos homens. Um de seus atos, mais famosos a Primeira Batalha de Moytura, foi ocasionando guando, o rei rival não aceitou seu pedido de casamento, então ela se junto ao outro rei pra matá-lo, mais acaba se apaixonado por ele.

## As fontes

### Ciclo do Ulster
As mais antigas narrativas de Morrígan estão nas histórias do "Ciclo do Ulster", onde ela tem uma relação ambígua com o herói Cúchulainn. No Táin Bó Regamna (Rapto das Vacas de Regamain), o herói acorda assustado com um grito, que seu cocheiro, Lõeg, também ouviu, e disse ter vindo da noroeste, seguindo a rota que levava a Caill Cûan (Porto do Bosque). Ele então encontra uma mulher ruiva com um manto vermelho, sobre um carro que possuía um único cavalo vermelho, com apenas um pé. Acompanhava-a um homem alto que segurava uma lança cinza. CuChulainn notou que ela estava a roubar uma das vacas de Ulster, a qual ela dizia ser de sua posse, sendo a novilha o pagamento por um poema. No entanto, o herói estava convencido de que ele era o proprietário da novilha, e os dois compartilharam ameaças. Mais tarde, a mulher revelou ser Morrigan, a deusa da guerra e da morte(também conhecida como Babd). Ela partiu, deixando uma frase enigmática: "eu vigio sua morte".
No Táin Bó Cuailnge a Rainha Medb de Connacht comanda uma invasão ao Ulster para roubar o touro Donn Cuailnge. Morrígan surge ao touro na forma de um corvo, e o previne para fugir. Cúchulainn defende o Ulster, travando no vau dum rio uma série de combates contra os campeões de Medb. Entre os combates, Morrígan lhe surge, com aparência de uma bela moça, oferecendo-lhe seu amor e auxílio na batalha - mas ele a rejeita. Como vingança ela interfere no seu próximo combate, primeiro assumindo a forma de uma enguia, fazendo-o tropeçar; depois, com a forma de um lobo, provocando um estouro da boiada, e finalmente como uma novilha que conduz o rebanho em fuga - tal como havia ameaçado em seu primeiro encontro. Cúchulainn é ferido por cada uma das formas que ela assume mas, apesar disto, consegue derrotar seus oponentes. Ao final ela reaparece-lhe, como uma velha que trata-lhe os ferimentos causados por suas formas animais, enquanto ordenha uma vaca. Ela oferece a Cúchulainn três copos de leite. Ele a abençoa por cada um deles, e suas feridas são curadas.
Numa das versões sobre o conto da morte de Cúchulainn, falando sobre como o herói enfrenta seus inimigos, diz-se que este encontra Morrígan como uma velha que lava sua armadura ensanguentada à margem do rio - um presságio de sua morte. Depois, mortalmente ferido, Cúchulainn amarra-se a uma pedra com suas próprias entranhas, para assim poder morrer em pé... somente quando um corvo pousa sobre seu ombro é que os inimigos acreditam que realmente está morto.

### Ciclo mitológico
Morrígan também aparece em textos do chamado "Ciclo Mitológico" celta. Na compilação histórica Lebor Gabália Érenn, do século XII, ela está listada entre  Tuatha Dé Danann, como uma das filhas de Ernmas, neta de Nuada.

## Primeira Batalha de Moytura
Durante a Primeira Batalha de Moytura, Morríghan, Macha e Badb, "As filhas de Ernmas", atacam os Fir Bolg com "banhos de magia e nuvens tempestuosas e névoa, e poderosas chuvas de fogo, e uma jato de sangue derramado do ar sobre as cabeças dos guerreiros inimigos", uma descrição perfeita do que se pode esperar de deusas celtas da guerra em ação. Ao assistir a fúria com que a guerra era travada, o bardo dos Fir Bolg diz que Badb, que significa corvo "ficará grata" pelos "corpos perfurados" deixados no campo de batalha.
Na véspera da Segunda Batalha de Moytura, também o rei líder dos Tuatha De Danann, Dagda, encontra Morrigan no vau do rio Unshin, lavando as armas ensanguentadas e os cadáveres dos que viriam a tombar no dia seguinte.
A Deusa então dá a Dagda informações sobre o combate, revelando seus dons proféticos. Igualmente, dá provas de coragem e poder quando afirma que ela mesma arrancará o coração do seu inimigo. Em pagamento, Dagda sacia seu apetite sexual, unindo-se a ela ali mesmo, em meio aos cadáveres que morrerão, enfatizando a íntima ligação entre a vida e a morte.
A união entre uma deusa "sombria" com Dagda, deus que traz vida e fartura, é a perfeita imagem do equilíbrio - especialmente por ocorrer no entremeio de água e terra (o vau), dia e noite (crepúsculo), ano velho e novo (Samhain). Nesse momento, Morrigan representa a Soberania da terra, e Dagda o legítimo líder que a desposa. Dessa união surge a vitória dos Tuatha Dé Danann.

## Natureza e atributos
Morrígan é frequentemente considerada como uma deusa trina, mas a sua suposta natureza tripla é ambígua e inconsistente. Às vezes surge como uma de três irmãs, as filhas de Ernmas: Morrígan, Badb e Macha. Por vezes a trindade consiste em Badb, Macha e Nemain - coletivamente conhecidas como Morrígan ou, no plural, como as Morrígan. Ocasionalmente Fea e Anu também surgem, em várias combinações. Morrígan, porém, muitas vezes aparece só, e seu nome por vezes é transmutado para Badb, sem a terceira "forma" mencionada... A Deusa nas mitologias celtas, e na religião da Wicca, por exemplo, pode se apresentar em suas 3 formas, ou apenas em uma, e há ainda uma face oculta, que é a da Morte. Esta metamorfose se atribui ao fato de que a existências de seres como ela é etérea, ou será como ela o desejar.
Morrigan é aquela que tem o poder.
Morrígan é usualmente tida como "deusa guerreira": W. M. Hennessey, em sua obra A antiga deusa irlandesa da guerra, escrita em 1870, foi influenciado por esta interpretação. O seu papel envolve frequentemente a morte violenta de determinado guerreiro, ao tempo em que é sugerida uma ligação com Banshee (espécie de fada) do folclore posterior). Esta ligação torna-se mais evidente no livro de Patricia Lysaght (The Banshee: The Irish Death Messenger - Banshee: a mensageira irlandesa da morte - pág. 15): "Em certas áreas da Irlanda encontra-se este ser fantástico que, além do nome feérico, também é chamada de Badhb".